# سونغ كاي
سونغ كاي (بالصينية: 宋凯) هو مجدف صيني، ولد في 29 يناير 1984 في شوزو في الصين.

## وصلات خارجية
- سونغ كاي على موقع الاتحاد الدولي للتجديف (الإنجليزية)
- سونغ كاي على موقع أوليمبيديا (الإنجليزية)
- سونغ كاي على موقع اللجنة الأولمبية الصينية (الإنجليزية)